# Eugenia Bujak
Pour les articles homonymes, voir Bujak.
Eugenia Bujak, née le 25 juin 1989 à Lentvaris (Lituanie), est une coureuse cycliste polonaise devenue slovène début 2018. Elle est notamment championne d'Europe de course aux points en 2014, quintuple championne de Pologne (trois titres sur route et deux sur piste) et championne de Slovénie du contre-la-montre en 2018.

## Biographie

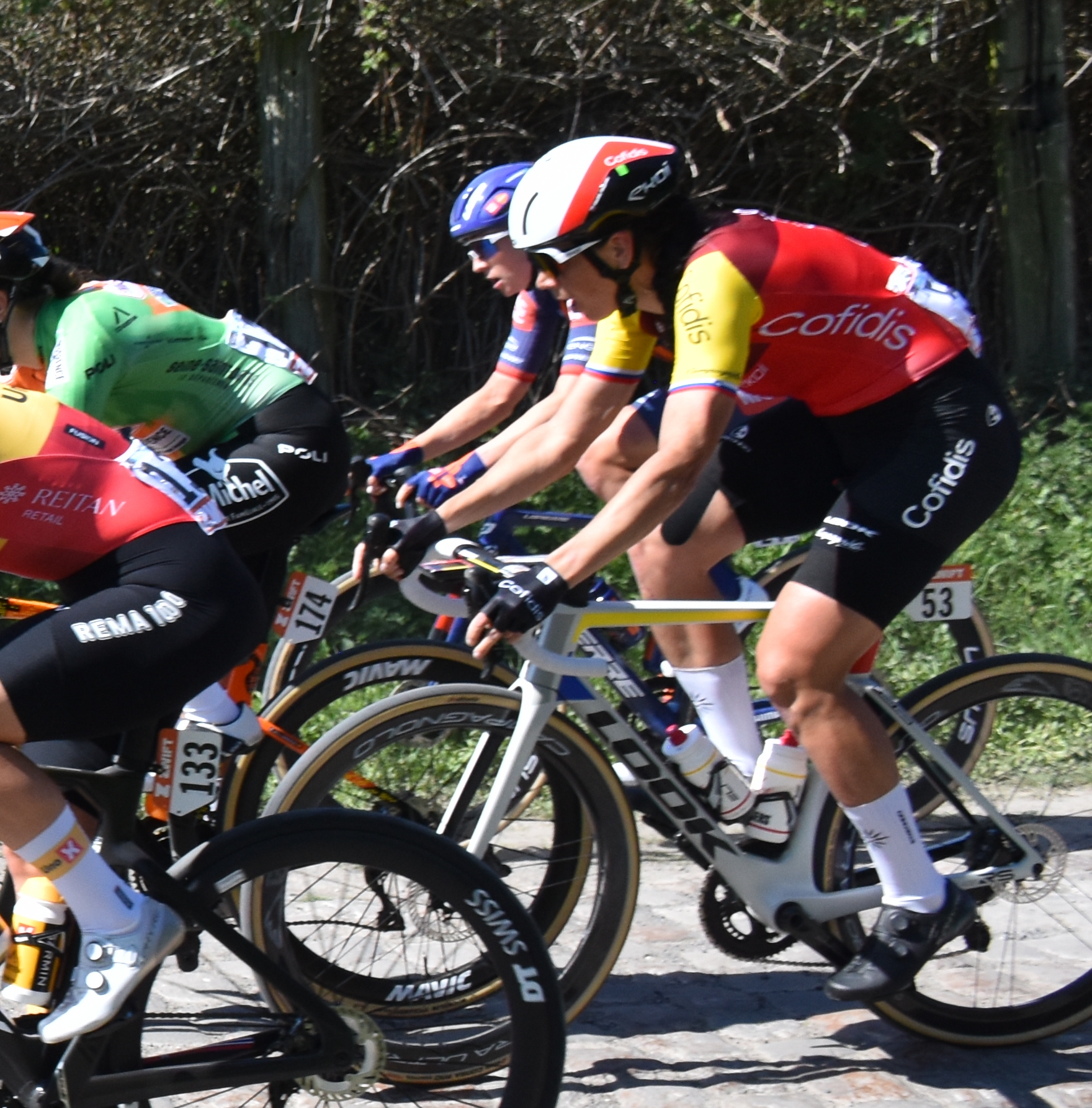
Eugenia Bujak #53 lors de Paris-Roubaix 2025.

Au Tour de Thuringe 2015, lors de la deuxième étape, une échappée initiée par Eugenia Bujak part à trente huit kilomètres de l'arrivée. Elle est rejointe par Amanda Spratt, Paulina Brzezna-Bentkowska, Tayler Wiles et deux autres coureuses. Le groupe compte jusqu'à une minute d'avance. Dans le dernier tour, Tayler Wiles attaque dans l'ascension du Arnstädter Hohle. Elle file vers la victoire, quand sa moto ouvreuse se trompe de direction à quatre kilomètres de la ligne. Elle se fait alors doubler par ses anciennes compagnonnes de fuite. Eugenia Bujak remporte finalement l'étape.  	
À la Route de France 2016, elle gagne au sprint la première étape. Elle est ensuite quatrième de la deuxième étape. Sur le contre-la-montre de la quatrième étape, elle prend la cinquième place et remonte à la quatrième place du classement général,. Lors de l'étape reine, elle fait partie du groupe de douze coureuses à se disputer la victoire au sprint. Elle se montre la plus rapide et gagne au passage une place au classement général. Elle termine donc l'épreuve à la troisième place derrière Amber Neben et Tayler Wiles.

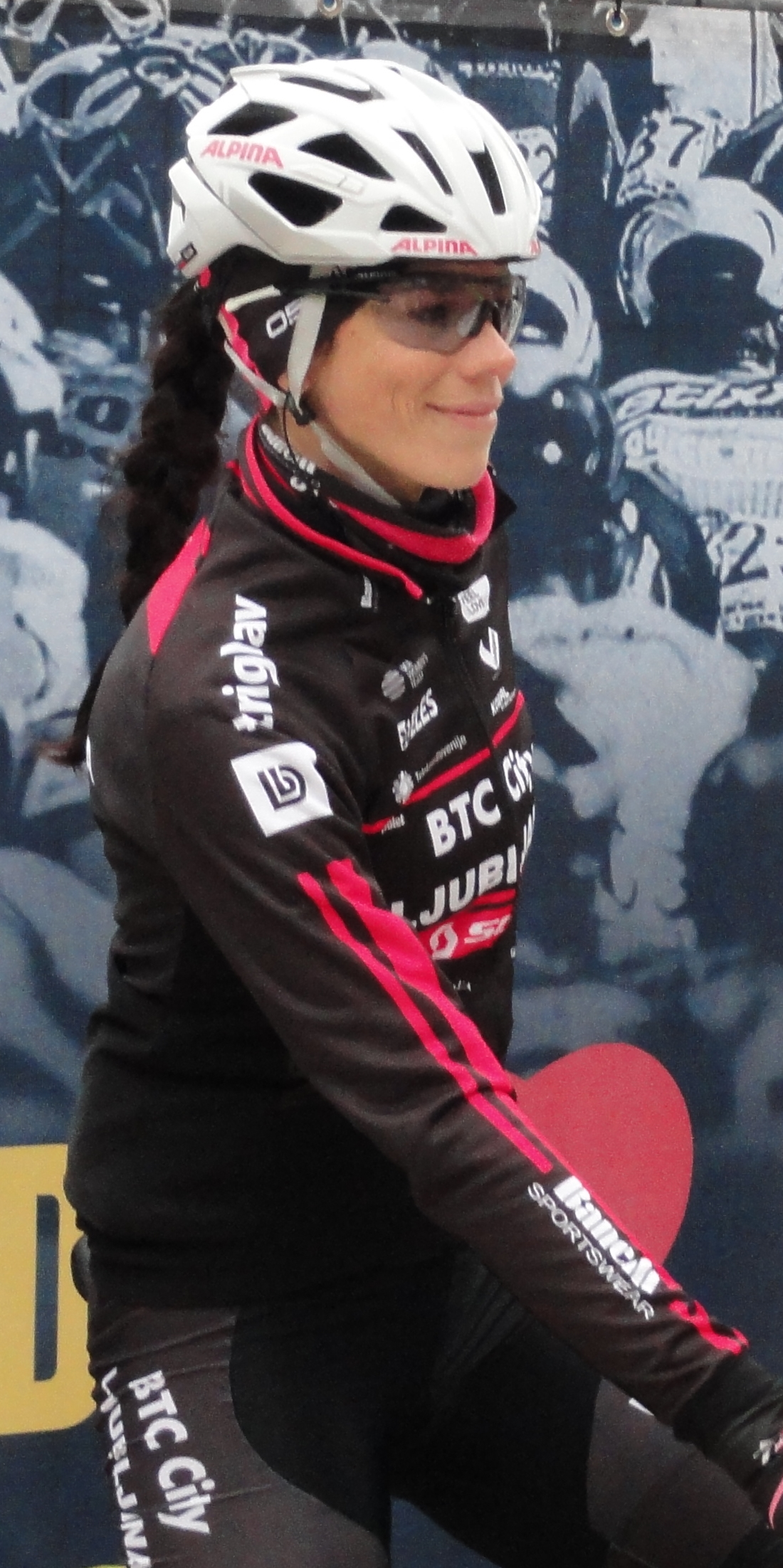
Au départ du Tour des Flandres 2018

Au Grand Prix de Plouay, Leah Kirchmann part seule en tête à l'entrée du dernier tour. Elle n'est reprise que dans la côte de Ty Marrec. Six coureuses s'y détachent mais ne coopèrent pas. La victoire se joue dans un sprint à quatorze. Eugenia Bujak s'impose devant Elena Cecchini et Joelle Numainville.
En 2018, elle obtient la nationalité slovène et devient championne de Slovénie du contre-la-montre.

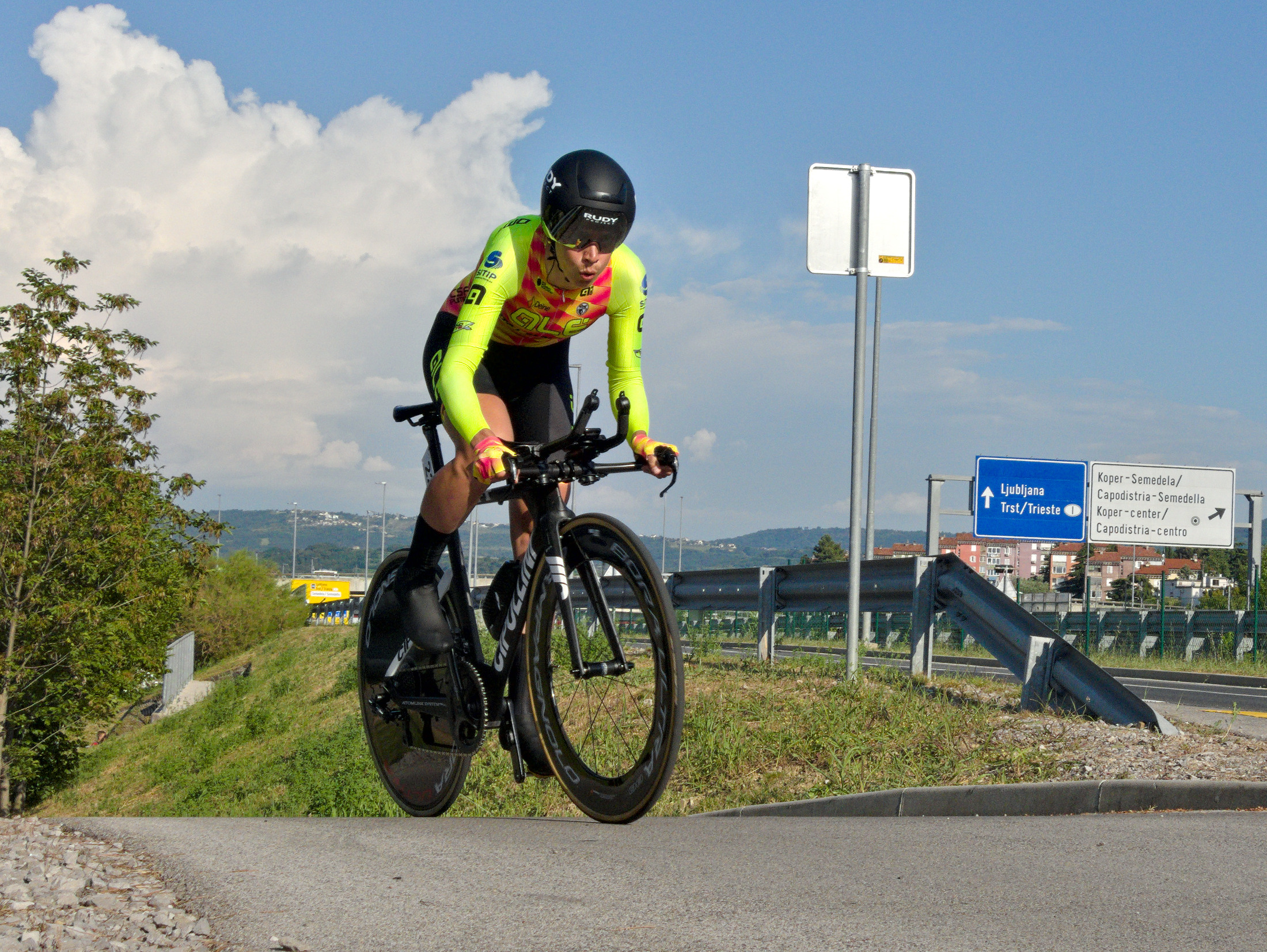
Eugenia Bujak durant le championnat de Slovénie du contre-la-montre

Eugenia Bujak remporte le titre dans le titre en contre-la-montre en Slovénie. Au Grand Prix de Plouay, elle prend la sixième place dans le sprint.

## Palmarès sur route

### Par années
- 2010
  - 3e du championnat de Pologne du contre-la-montre
- 2011
  - 2e du championnat de Pologne du contre-la-montre
- 2012
  - 3e du championnat de Pologne du contre-la-montre
- 2013
  -  Championne de Pologne sur route
  - 2e du championnat de Pologne du contre-la-montre
- 2014
  -  Championne de Pologne du contre-la-montre
  - 2e du Grand Prix du canton d'Argovie
  - 3e de la Winston Salem Cycling Classic
  - 3e de Gracia Orlova
- 2015
  -  Championne de Pologne du contre-la-montre
  - 2e étape du Tour de Thuringe
  - 3e de Gracia Orlova
  - 7e du contre-la-montre par équipes de l'Open de Suède Vårgårda
  - 9e de la course en ligne des Jeux européens
  - 9e du contre-la-montre des Jeux européens
- 2016
  - 1re et 6e étapes de la Route de France
  - Grand Prix de Plouay
  - 3e de la Route de France
  - 6e du contre-la-montre par équipes de l'Open de Suède Vårgårda
  - 8e de La Madrid Challenge by La Vuelta
  - 10e du Tour de l'île de Chongming
- 2017
  - 2e du Circuit de Borsele
  - 2e de Ljubljana-Domzale-Ljubljana TT
  - 4e du Grand Prix de Plouay
  - 4e de La Madrid Challenge by La Vuelta
  - 6e du championnat d'Europe du contre-la-montre
  - 7e du Trofeo Alfredo Binda-Comune di Cittiglio
  - 10e du contre-la-montre par équipes de l'Open de Suède Vårgårda
- 2018
  -  Championne de Slovénie du contre-la-montre
  - 3e de Ljubljana-Domzale-Ljubljana TT
  - 7e du championnat d'Europe du contre-la-montre
  - 7e du The Women's Tour
  - 9e de l'Amstel Gold Race
  - 9e du Grand Prix de Plouay
  - 10e de l' Open de Suède Vårgårda
  - 10e du contre-la-montre par équipes de l'Open de Suède Vårgårda
- 2019
  -  Championne de Slovénie sur route
  -  Championne de Slovénie du contre-la-montre
  - 5e de La Madrid Challenge by La Vuelta
  - 6e du contre-la-montre des Jeux européens
  - 10e de la course en ligne des Jeux européens
- 2021
  - 6e du Grand Prix de Plouay
- 2022
  -  Championne de Slovénie sur route
  -  Médaillée d'argent du contre-la-montre des Jeux méditerranéens
  - 2e du championnat de Slovénie du contre-la-montre
- 2023
  - 8e du championnat d'Europe du contre-la-montre
- 2024
  - 8e du championnat d'Europe du contre-la-montre
- 2025
  -  Championne de Slovénie sur route

### Résultats sur les grands tours

#### Tour d'Italie
6 participations
- 2014 : 25e
- 2015 : 34e
- 2016 : non partante (6e étape)
- 2017 : abandon (8e étape)
- 2018 : 24e
- 2020 : 35e

#### Tour de France
2 participations :
- 2022 : 103e
- 2025 : abandon (5e étape)

#### Tour d'Espagne
2 participations
- 2024 : 60e
- 2025 : 89e

### Classements mondiaux
| Année                                 | 2011 | 2012 | 2013 | 2014 | 2015 | 2016 | 2017 | 2018 | 2019 | 2020 | 2021 | 2022 | 2023 | 2024 |
| ------------------------------------- | ---- | ---- | ---- | ---- | ---- | ---- | ---- | ---- | ---- | ---- | ---- | ---- | ---- | ---- |
| Classement UCI                        | 386e | nc   | 201e | 39e  | 40e  | 25e  | 17e  | 24e  | 40e  | 35e  | 53e  | 136e | 111e | 186e |
| UCI World Tour                        |      |      |      |      |      | 17e  | 29e  | 23e  | 52e  | 36e  | 60e  | 120e | 159e | 126e |
|                                       |      |      |      |      |      |      |      |      |      |      |      |      |      |      |
| Légende : nc = non classéSource : UCI |      |      |      |      |      |      |      |      |      |      |      |      |      |      |

## Palmarès sur piste

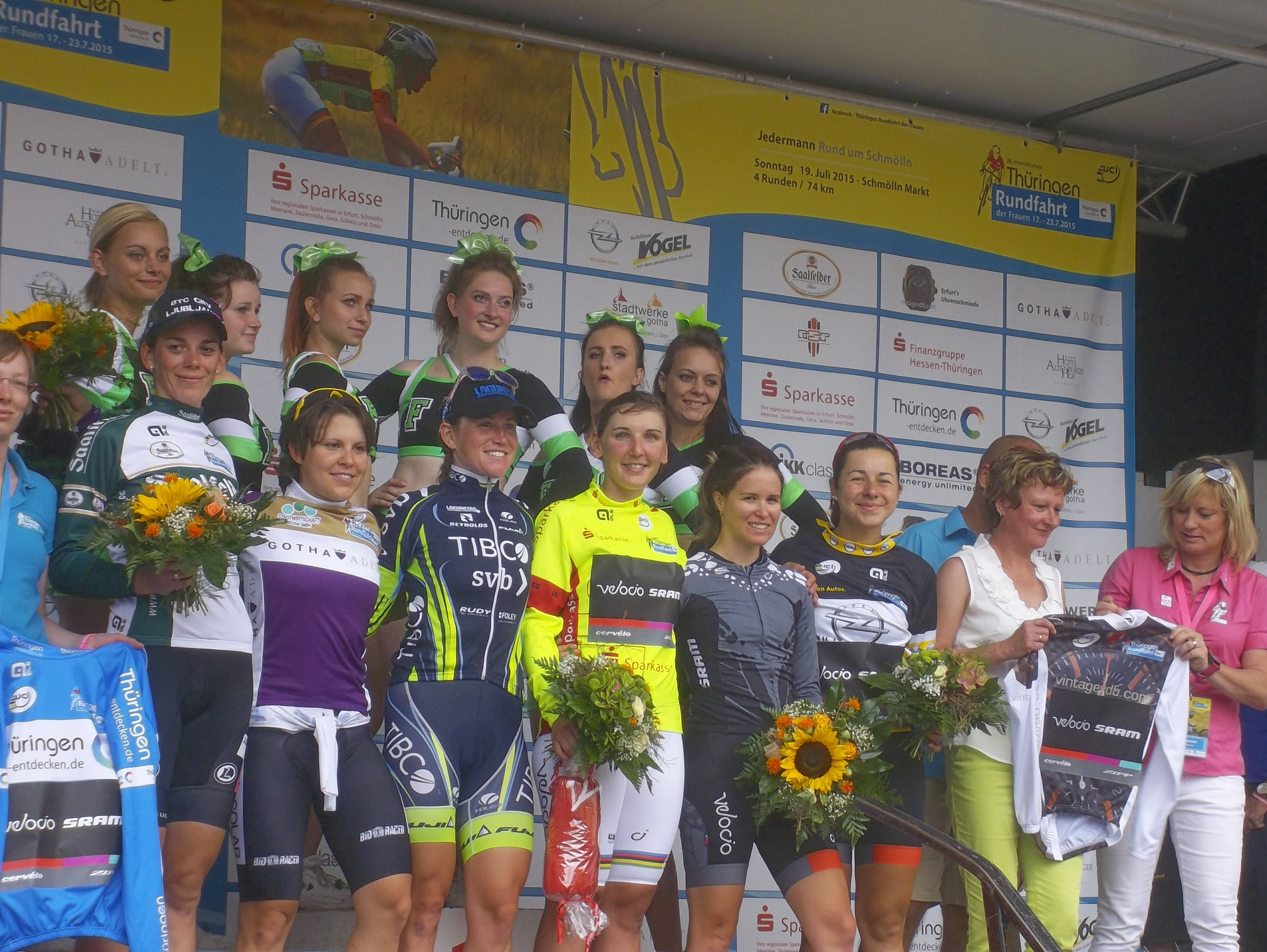
Au Tour de Thuringe 2015 (à l'extrême gauche en vert foncé)

### Championnats du monde
- 2012
  - 16e de la poursuite individuelle
- 2013
  - 9e de la poursuite individuelle
- Cali 2014
  - 4e de la poursuite par équipes
  - 7e de la poursuite individuelle
- Saint-Quentin-en-Yvelines 2015
  - 10e de la poursuite par équipes
  - 13e de la poursuite individuelle
- Londres 2016
  - 7e de la poursuite par équipes

### Championnats d'Europe
| Juniors et espoirs - Anadia 2011 - Médaillée d'argent de la poursuite par équipes espoirs - Médaillée de bronze de la poursuite individuelle espoirs | Élites - Panevėžys 2012 - Médaillée d'argent de la poursuite par équipes - Apeldoorn 2013 - Médaillée d'argent de la poursuite par équipes - Baie-Mahault 2014 - Championne d'Europe de course aux points |

### Championnats nationaux
- 2012
  -  Championne de Pologne de vitesse par équipes
- 2013
  -  Championne de Pologne du scratch